# Anomala expansa
Anomala expansa är en skalbaggsart som beskrevs av Bates 1866. Anomala expansa ingår i släktet Anomala och familjen Rutelidae.

## Underarter
Arten delas in i följande underarter:
- A. e. lanhsuensis
- A. e. lutaoensis